# Противосложение
Противосложе́ние (лат. contrasubjectum, от contra — против и subjicio — подкладывать) в музыке — голос, сопутствующий другому голосу, в разнотемной или имитационной полифонии. Главное свойство противосложения — эстетическая ценность и техническая самостоятельность по отношению к основному голосу. Достигается с помощью другого ритма, иного мелодического рисунка, артикуляции, регистра и т. п. Вместе с тем, противосложение должно образовывать идеальную связь с основным голосом. В полифонии строгого стиля (то есть до XVI в.) она регулируется качеством интервалов. Консонансы применяются свободно, диссонансы подчиняются строгим правилам: при задержании в секунде диссонирует нижний звук, в септиме верхний, в кварте и ноне — любой. Задержанный (то есть диссонирующий) звук обязательно разрешается на секунду вниз, или непосредственно, или через промежуточные звуки.
Эти принципы во многом сохраняются и в свободном стиле (например, у И. С. Баха), но в дальнейшем более свободно, в музыке XX века — свободно. В имитации (простой, каноне, фуге) противосложением является дальнейшее движение первоначального (пропосты, темы, или вождя) голоса. В фуге возможны так называемые удержанные противосложения, то есть повторение их в очередных проведениях темы, иногда приобретающие значение второй темы, в так называемых двойных или тройных фугах, как, например, в фуге cis-moll из I тома ХТК (Баха), где вторая и третья темы возникают как противосложения к уже экспонированной первой.